# Lauroppia decempectinata
Lauroppia decempectinata är en kvalsterart som först beskrevs av K. Fujikawa 1986.  Lauroppia decempectinata ingår i släktet Lauroppia och familjen Oppiidae. Inga underarter finns listade i Catalogue of Life.